# Callistopteris
Callistopteris, biljni rod iz porodice tankolistovki (Hymenophyllaceae), dio je razreda Polypodiopsida ili papratnica.
Pripada mu šest vrsta u tropskim krajevima Starog svijeta, jedna na Havajima.

## Vrste
1. Callistopteris apiifolia (C.Presl) Copel.
2. Callistopteris baldwinii (D.C.Eaton) Copel.
3. Callistopteris baueriana (Endl.) Copel.
4. Callistopteris calyculata Copel.
5. Callistopteris polyantha (Hook.) Copel.
6. Callistopteris superba (Backh. ex T.Moore) Ebihara & K.Iwats.